# Vinohradský hřbitov

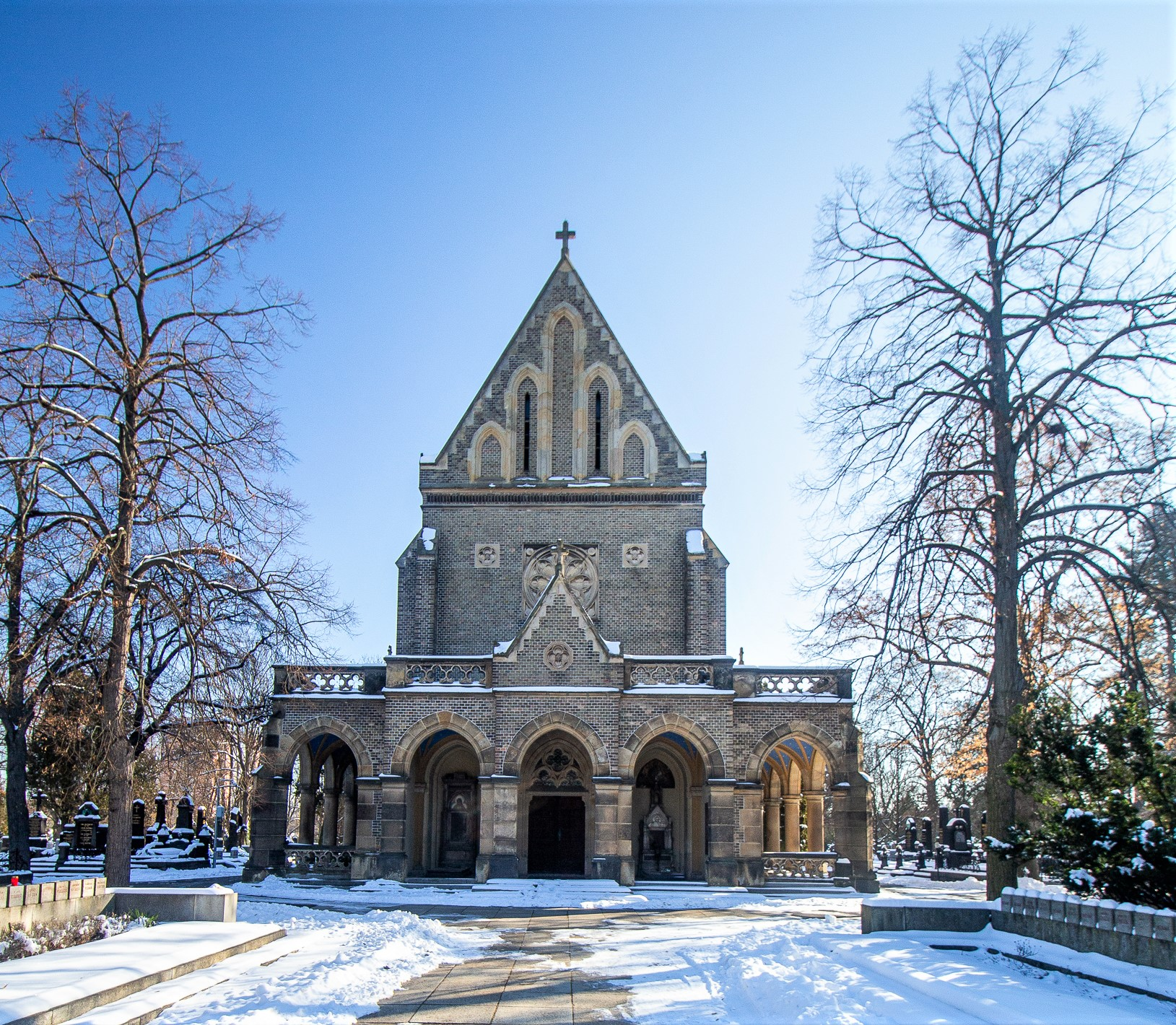
Kaple svatého Václava

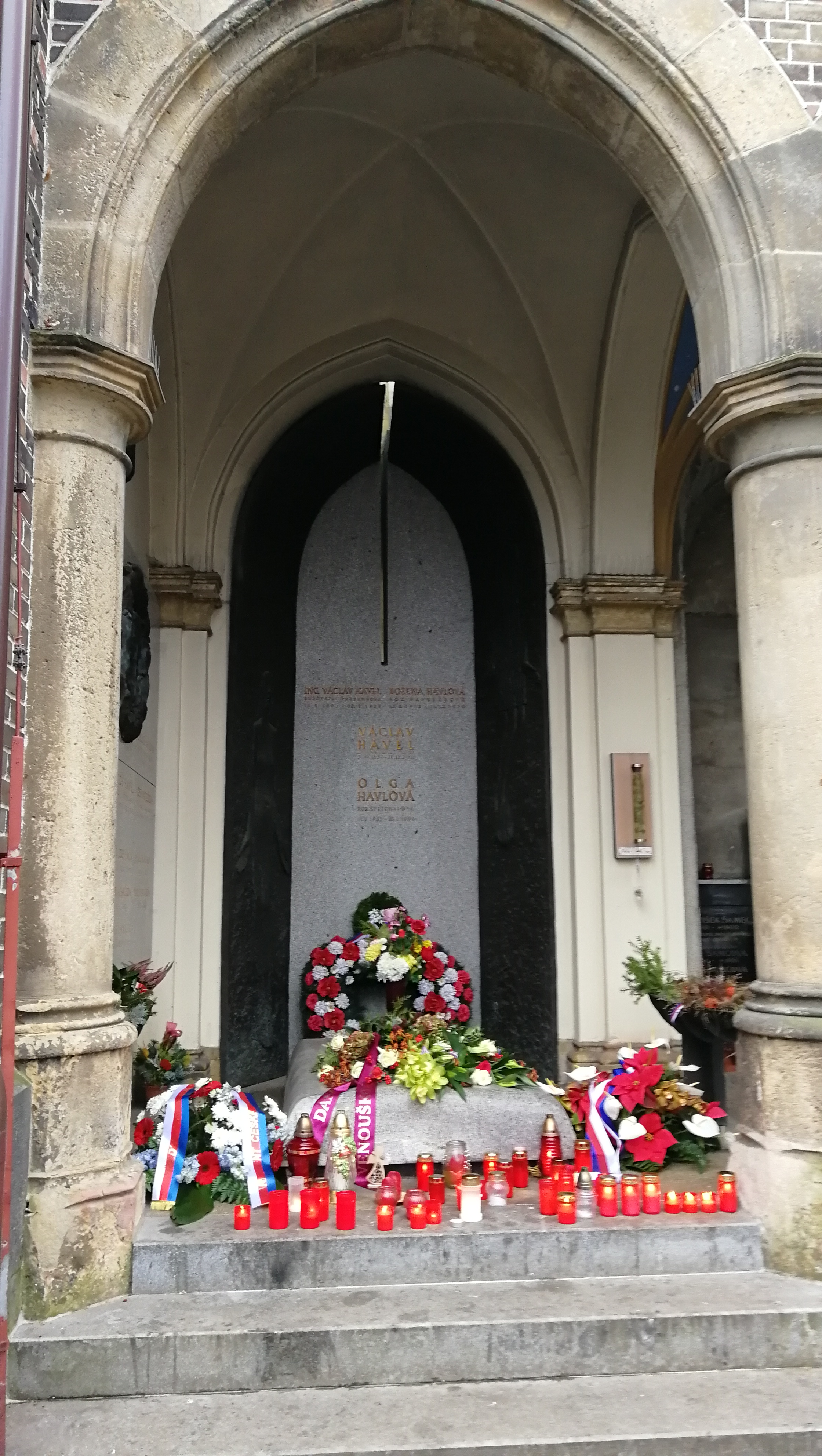
Hrobka Václava Havla
(na levé straně Kaple svatého Václava)

Vinohradský hřbitov (někdy nazývaný též množným číslem Vinohradské hřbitovy) je veřejné pohřebiště na Vinohradech v městské části Praha 10.
Podle počtu pohřbených je Vinohradský hřbitov třetím největším v Praze. Je zapsán ve státním seznamu nemovitých kulturních památek.
Na východě a jihu na hřbitov navazuje areál strašnického krematoria.
Hřbitov je snadno dostupný tramvajovými linkami jedoucími po Vinohradské třídě, zastávka Vinohradské hřbitovy je přímo u vchodu.
Vinohradský hřbitov spravuje příspěvková organizace Hřbitovy a pohřební služby hl. m. Prahy, Hřbitovní správa Vinohrady.

## Historie hřbitova
Hřbitov byl založen v roce 1885 a byl postupně ve třech fázích rozšiřován, poprvé roku 1897, kdy byla také ve středu hřbitova postavena kaple sv. Václava. K druhému rozšíření došlo v roce 1912 a o deset let později byl hřbitov rozšířen potřetí. V té době sloužil zejména k ukládání ostatků rodin bohatých pražských měšťanů. Nejvíce hrobů a hrobek je z přelomu 19. a 20. století a z období první republiky.

## Slavné osobnosti zde pochované
- Vlastimil Amort (1880–1950), sochař
- Zdenka Baldová (1885–1958), herečka, členka činohry Národního divadla v Praze
- Karel Barvitius (1893–1949), hudební skladatel a nakladatel
- Otakar Batlička (1895–1942), spisovatel a bojovník proti nacismu
- Jiří Bažant (1924–2011), hudební skladatel, klavírista a pedagog
- Marie Bečvářová (1878–1936), herečka
- Vlastimil Bedrna (1929–2018), herec a dabér
- František Běhounek (1898–1973), akademik a spisovatel
- Emil Bergmann (1905–1958), operní pěvec[3]
- Hugo Boettinger (1880–1934), malíř, karikaturista, loutkář
- Blanka Bohdanová (1930–2021), herečka
- Zdeněk Borovec (1932–2001), textař
- František Borový (1874–1936), pražský nakladatel a vydavatel
- Eva Bosáková (1931–1991), sportovní gymnastka
- Karel Matěj Čapek-Chod (1860–1927), spisovatel a novinář
- František Alexander Elstner (1902–1974), cestovatel, skaut, novinář a spisovatel
- Berthold Epstein (1890–1962), lékař – pediatr
- Jan Fadrhons (1910–1963), hudební skladatel a dirigent
- Eduard Fiker (1902–1961), spisovatel a scenárista
- Jaroslav Foglar (1907–1999), spisovatel
- Jan Friedländer (1839–1892), starosta města Královské Vinohrady, stavitel
- Helena Friedlová (1889–1966), herečka
- Julius Fučík (1872–1916), hudební skladatel
- Jan Gebauer (1838–1907), filolog a lingvista
- Jaroslav Gleich (1900–1976), operní pěvec, sólista opery Národního divadla v Praze[4]
- František Gross (1909–1985), malíř a grafik
- Jiří Grossmann (1941–1971), zpěvák, humorista, textař a protagonista divadla Semafor
- Josef Gruss (1908–1971), herec a textař
- Otto Gutfreund (1889–1927), sochař
- Darja Hajská (1911–1981), herečka
- Elena Hálková (1907–1985), herečka
- Mirko Hanák (1921–1971), malíř, grafik a ilustrátor
- Miloš Havel (1899–1968), podnikatel a filmový producent, majitel Lucernafilmu
- Václav Havel (1936–2011), dramatik, spisovatel, 1. prezident České republiky
- Václav Maria Havel (1897–1979), stavební podnikatel, otec Václava Havla
- Vácslav Havel (1861–1921), podnikatel a mecenáš
- Olga Havlová (1933–1996), manželka prezidenta (první dáma), zakladatelka Výboru dobré vůle
- Emil Hácha (1872–1945), předseda Nejvyššího správního soudu, prezident Československa a Protektorátu Čechy a Morava
- Josef Heinrich (1906–1978), první profesionální fotograf Národního divadla v Praze
- František Hergesel (1857–1929), sochař a malíř
- Antonín Heveroch (1869–1927), lékař – psychiatr a neurolog
- Karel Hugo Hilar (1885–1935), divadelní režisér, básník a kritik
- Gustav Hilmar (1891–1967), herec
- Josef Hiršal (1920–2003), básník a překladatel
- Josef Holeček (1853–1929), spisovatel
- Anna Honzáková (1875–1940), lékařka
- Richard Honzovič (1934–2005), rozhlasový a televizní hlasatel, spíkr
- Jaromír Hořec (1921–2009), básník, spisovatel, novinář a publicista
- Fridolín Hoyer (1868–1947), sportovec, průkopník české atletiky a boxu
- Zdeněk Hrášek (1954–2016), kytarista a hudebník
- Jiří Hron (1904–1977), herec
- Váša Chmel (1871–1942), operní pěvec
- Jan Jerie (1897–1964), lékař
- Karel Jernek (1910–1992), divadelní režisér
- Jindřich Jindrák (1931–1993), operní pěvec, sólista opery Národního divadla v Praze
- Karel Boleslav Jirák (1891–1972), hudební skladatel, dirigent a pedagog
- Jiří Josek (1950–2018), překladatel, nakladatel a režisér
- Čeněk Junek (1894–1928), automobilový závodník
- Eliška Junková (1900–1994), automobilová závodnice
- Viktor Kalabis (1923–2006), hudební skladatel a muzikolog
- Bohdan Kaminský (1859–1929), básník a překladatel
- Jan Karafiát (1846–1929), evangelický duchovní a spisovatel
- Egon Erwin Kisch (1885–1948), novinář a reportér
- Eva Klepáčová (1933–2012), herečka
- Václav Klofáč (1868–1942), novinář a politik, první československý ministr národní obrany
- Oldřich Kmínek (1892–1948), filmový režisér
- Alex Koenigsmark (1944–2013), spisovatel, dramatik a scenárista
- Jiří Kolář (1914–2002), básník a výtvarník
- Běla Kolářová (1923–2010), fotografka a výtvarnice, manželka Jiřího Koláře
- Emil Kolben (1862–1943), elektrotechnik a podnikatel, generální ředitel a hlavní akcionář ČKD
- Jan Kotěra (1871–1923), architekt
- Laďka Kozderková (1949–1986), herečka a zpěvačka
- František Kožík (1909–1997), spisovatel a esperantista
- Jan Křesadlo, vl. jm. Václav Jaroslav Karel Pinkava (1926–1995), spisovatel, básník, psycholog a polyhistor
- Josef Laufer (1891–1966), sportovní novinář a reportér
- Oldřich Lajsek (1925–2001), malíř, grafik a designér
- Karel Lidický (1900–1976), sochař, medailér
- Lubomír Linhart (1906–1980), publicista, filmový kritik a historik, pedagog
- Adolf Lípa (1866–1953), lékař
- Emil Artur Longen (1885–1936), herec, kabaretiér, spisovatel a malíř
- Marcela Machotková (1931–2021), operní pěvkyně, sólistka opery Národního divadla v Praze
- Saša Machov (1903–1951), tanečník, choreograf a režisér
- Josef Mathauser (1846–1917), malíř
- Vlasta Matulová (1918–1989), herečka, členka činohry Národního divadla v Praze
- Milča Mayerová (1901–1977), choreografka a taneční pedagožka
- Rudolf Mertlík (1913–1985), překladatel a spisovatel
- Helena Monczáková (1882–1958), operetní zpěvačka, herečka a spisovatelka
- Jan Morávek (1888–1958), spisovatel
- Stanislav Neumann (1902–1975), herec, člen činohry Národního divadla v Praze
- Stanislav Neumann (1927–1970), básník, syn herce Stanislava Neumanna
- Karel Němec (1894–1975), filmový a divadelní herec
- Karel Noll (1880–1928), herec
- Ella Nollová (1889–1959), herečka, manželka Karla Nolla
- A. C. Nor (Josef Kaván, 1903–1986), spisovatel
- Petr Novák (1945–1997), zpěvák
- Otakar Novotný (1880–1959), architekt
- Míla Pačová (1887–1957), herečka, členka činohry Národního divadla v Praze
- Rudolf Piskáček (1884–1940), hudební skladatel
- Jan Pištěk (1847–1907), divadelník
- Theodor Pištěk (1895–1960), filmový herec a režisér
- Jan Pivec (1907–1980), herec, člen činohry Národního divadla v Praze
- Jiří Plachý (1899–1952), herec
- Emil Pollert (1877–1935), operní pěvec, sólista opery Národního divadla v Praze
- František Ponec (1869–1946), průkopník české kinematografie
- Viktor Ponrepo (1858–1926), kouzelník a průkopník kinematografie
- Antonín Popp (1850–1915), sochař
- Simona Postlerová (1964–2024), herečka
- Albert Pražák (1880–1956), literární historik, předseda České národní rady
- Přemysl Pražák (1908–1966), hudební kritik a publicista
- Bolek Prchal (1898–1949), herec
- Marie Ptáková (1873–1953), herečka
- Bohumil Pták (1869–1933), operní pěvec
- Karel Václav Rais (1859–1926), spisovatel
- Ludvík Ráža (1929–2000), filmový a televizní režisér
- Karel Reiner (1910–1979), hudební skladatel a klavírista
- Jiří Reinsberg (1918–2004), katolický kněz a spisovatel
- František Roith (1873–1942), architekt
- Kamila Rosenkranzová (1880–1968), herečka
- Zuzana Růžičková, provdaná Kalabisová (1927–2017), klavíristka a cembalistka, přeživší holokaust
- Vladimír Řepa (1900–1957), herec, člen činohry Národního divadla v Praze
- František Salzer (1902–1974), divadelní režisér a pedagog
- Jan Seidl (1864–1916), lesník, spisovatel, novinář a vydavatel
- Jakub Schikaneder (1855–1924), malíř
- Jiří Schreinzer (1895–1973), herec
- Milan Slavický (1947–2009), muzikolog, skladatel
- František Spilka (1877–1960), hudební skladatel, dirigent a sbormistr
- Josef Strachovský (1850–1913), sochař
- Viktor Stretti (1878–1957), grafik, malíř a ilustrátor
- Valja Stýblová (1922–2020), lékařka a spisovatelka
- Ella Šárková (1906–1991), herečka
- Alois "Lola" Šárka, dirigent a houslista, manžel Elly Šárkové
- Jan Šimáně „Galén“ (1924–2013), český skaut a redaktor časopisu ABC
- Čeněk Šlégl (1899–1970), herec, filmový režisér a scenárista
- Růžena Šlemrová (1886–1962), herečka
- Jiří Šlitr (1924–1969), hudebník
- Karel Špillar (1871–1939), malíř
- Štěpánka Štěpánová (1906–1992), operní pěvkyně, sólistka opery Národního divadla v Praze
- Jaroslav Štercl (1919–1996), herec, komik a zpěvák
- Jarmila Švabíková (1906–1969), herečka
- Karel Švarc (1873–1934), herec
- Anna Švarcová (1873–1951), herečka
- Roman Tuma (1899–1933), herec
- Sylva Turbová (1947–2015), herečka
- Lev Uhlíř (1897–1947), operní pěvec
- A. J. Urban (1899–1962), filmový kritik, scenárista, novinář a spisovatel
- Mojmír Urbánek (1902–1976), hudební nakladatel
- Dalibor C. Vačkář (1906–1984), hudební skladatel
- Václav Vačkář (1881–1954), hudební skladatel
- Vladislav Vančura (1891–1942), spisovatel a režisér
- Hugo Vavrečka (1880–1952), novinář, politik a diplomat, dědeček Václava Havla
- Alois Velich (1869–1952), lékař – fyziolog a patolog
- Bedřich Veverka (1894–1960), herec
- Gabriela Vránová (1939–2018), herečka
- Jiří Weil (1900–1959), spisovatel, literární kritik a novinář
- Adolf Wenig (1874–1940), spisovatel, libretista a překladatel
- Adolf Wenig ml. (1912–1980), malíř, divadelní výtvarník
- Zikmund Winter (1846–1912), spisovatel
- Jan Nepomuk Woldřich (1834–1906), geolog, paleontolog, amatérský archeolog a politik
- Zdenka Zabylová (1903–1983), tanečnice, primabalerina Národního divadla v Praze[5]
- Milena Zahrynowská (1941–1986), herečka a zpěvačka
- Bohuš Zakopal (1874–1936), herec
- Václav Zamrazil (1936–2018), lékař, endokrinolog
- Fráňa Zemínová (1882–1962), politička a představitelka ženského emancipačního hnutí
- Karel Zich (1949–2004), zpěvák
- Otakar Zich (1879–1934), estetik a muzikolog
- Viola Zinková (1925–2017), herečka
- Miluše Zoubková (1923–2005), herečka
- Josef Zubatý (1855–1931), indolog a bohemista
- Milan Zuna (1881–1960), dirigent
- Erna Ženíšková (1915–1994), herečka
- Máňa Ženíšková (1909–1982), herečka
- Josef Ženíšek (1855–1944), akademický malíř

## Současnost
Vinohradský hřbitov má dnes rozlohu okolo 10 hektarů a je zde přibližně 16 000 hrobů, přes 900 hrobek, přilehlý urnový háj má 4300 urnových míst a 1850 míst v kolumbáriích. Je plně obsazen a pohřbívá se pouze na uvolněná místa, případně do urnových hrobů a kolumbárií.

## Stavby na hřbitově a v okolí

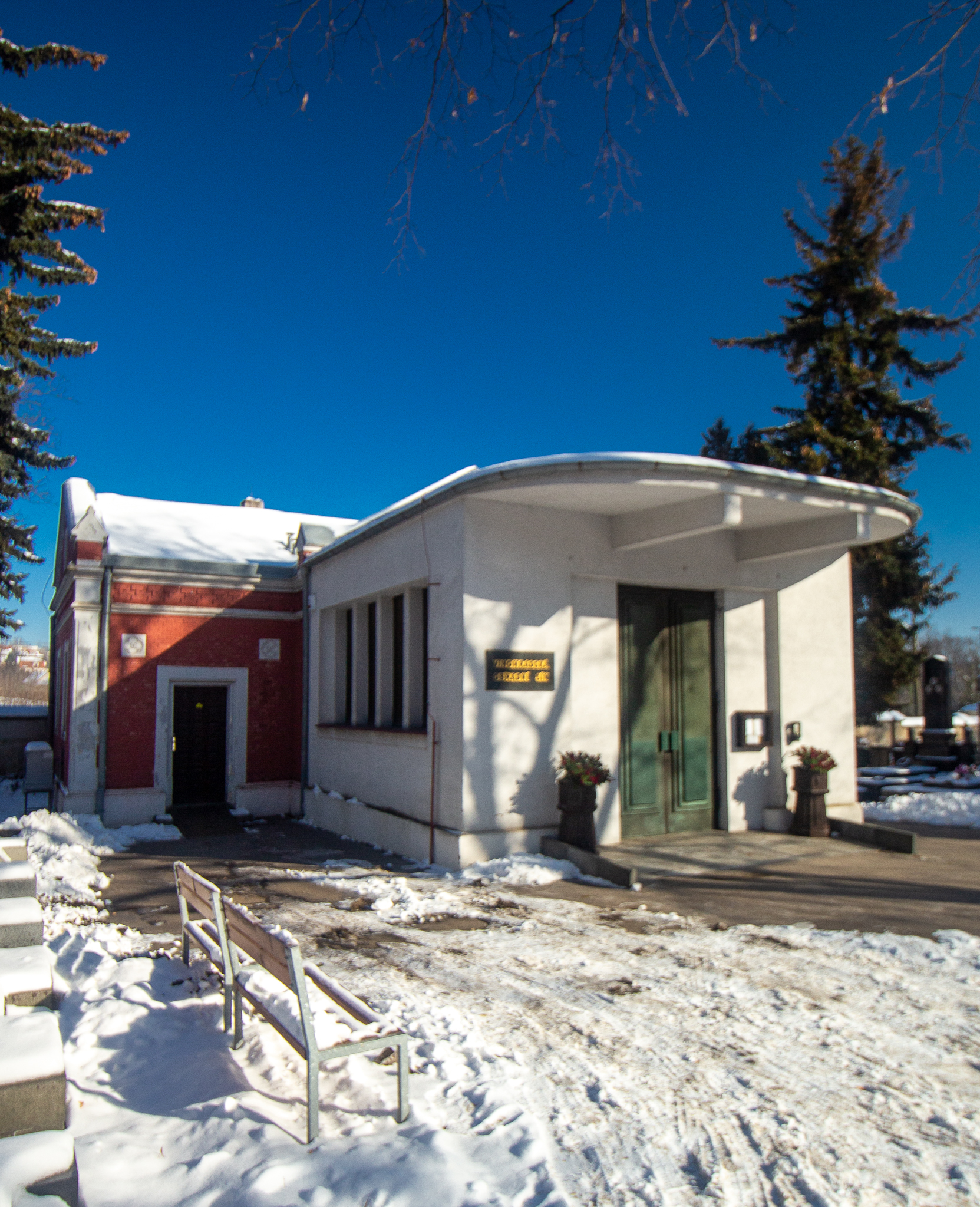
Vinohradská obřadní síň

- Za centrálním křížem stojí novogotická jednolodní kaple sv. Václava z roku 1897, kterou projektoval architekt Antonín Turek a realizoval stavitel Vlad. Sedláček. V arkádách se nachází 14 hrobek, mj. i hrobka rodiny Václava Havla.

- Při vchodu z Vinohradské ulice je budova správy hřbitova a cca 200 metrů dále na východ obřadní síň. Síň pojme přibližně 20 sedících a přibližně 30 stojících smutečních hostů. Obřadní síň není vytápěna.

- Na východní a jižní straně na hřbitov navazuje areál strašnického krematoria. Puristická budova krematoria je největší budovou svého druhu ve střední Evropě. Disponuje vlastním urnovým hájem. Oba celky mají (2016) různé správce a jsou odděleny zdí, průchod je možný brankou u budovy krematoria.
- Na protilehlé straně Vinohradské ulice se nachází strašnický evangelický hřbitov s hřbitovní kaplí (kterou po roce 1945 začal využívat strašnický sbor Československé církve husitské a pojmenoval jí po prvním patriarchovi církve, dr. Karlu Farském). Jsou zde pochováni mj. hudebník Ludwig Grünberger, pěvec Wilhelm Elsner, divadelní ředitel Angelo Neuman a jeho žena, pěvkyně Johanna Buska, či anatom Hugo Rex a další.

- Od roku 2021 se na hřbitově poblíž hlavního vchodu nachází poesiomat s nahrávkami hlasů a tvorby autorů zde pohřbených.
- Na západní straně ohraničuje hřbitov Hollarovo náměstí s budovou Výtvarné školy Václava Hollara.